# Чамзінка (Атяшевський район)
Ча́мзінка (рос. Чамзинка, ерз. Чаунза) — селище у складі Атяшевського району Мордовії, Росія. Входить до складу Атяшевського сільського поселення.

## Населення
Населення — 25 осіб (2010; 30 у 2002).
Національний склад (станом на 2002 рік):
- росіяни — 90 %